# 2013년 5월 죽음
다음은 2013년 5월에 사망한 저명한 인물 목록이다.
- 5월 2일 - 미국의 음악가 제프 한네만
- 5월 4일 - 벨기에의 세포학자, 생화학자 크리스티앙 드뒤브
- 5월 5일
  - 미국의 연방 수사국 요원, 작가 로버트 레슬러
  - 이탈리아의 배우 로셀라 폴크
- 5월 6일
  - 대한민국의 프로게이머 박승현
  - 이탈리아의 정치인 줄리오 안드레오티
- 5월 7일
  - 미국의 시각 효과 제작자, 작가 레이 해리하우젠
  - 일본의 정치인 이가라시 고조
- 5월 8일
  - 미국의 배우 잔 쿠퍼
  - 미국의 배우, 시인, 작가 테일러 미드
  - 미국의 철학자 달라스 윌라드
- 5월 9일 - 스페인의 배우 알프레도 란다
- 5월 11일
  - 일본의 야구인 나카무라 다이세이
  - 일본의 배우, 성우, 가수 나츠야기 이사오
- 5월 12일
  - 미국의 정치학자 케네스 왈츠
  - 스페인의 배우, TV 사회자 콘스탄티노 로메로
- 5월 14일
  - 네덜란드의 배구 선수 잉리트 피서르
  - 대한민국의 생물학자 남궁준
- 5월 15일 - 미국의 배우 린덴 칠즈
- 5월 16일 - 스위스의 물리학자 하인리히 로러
- 5월 17일
  - 대한민국의 여성운동가 박영숙
  - 아르헨티나의 군인, 정치인 호르헤 라파엘 비델라
- 5월 18일
  - 대한민국의 경제학자 남덕우
  - 미국의 물리치료사 글렌 도만
  - 일본의 포르노배우 마사키 고
- 5월 20일 - 미국의 음악가, 영화 감독 레이 만자렉
- 5월 22일 - 프랑스의 작곡가 앙리 뒤티외
- 5월 23일 - 프랑스의 싱어송라이터 조르주 무스타키
- 5월 24일 - 스페인의 축구인 안토니오 푸차데스
- 5월 26일
  - 대한민국의 예술 경영인 김주호
  - 미국의 SF 작가 잭 밴스
- 5월 28일
  - 대한민국의 법조인 김일두
  - 러시아의 군인 빅토르 쿨리코프
- 5월 30일
  - 대한민국의 방송 진행자, DJ 이종환
  - 인도의 영화 감독, 배우, 작가 리투파르노 고쉬
- 5월 31일 - 미국의 배우 진 스테이플턴